# Lendvajakabfa
Lendvajakabfa község Zala vármegyében, a Lenti járásban. Közigazgatásilag a falu a rédicsi körjegyzőséghez tartozik. Lakossága kevesebb, mint 50 fő, 2011-es állapot szerint – lakónépesség tekintetében – Magyarország hetedik legkisebb települése volt.

## Fekvése
Zala vármegye délnyugati szélén fekvő település, egyik szomszédja, a tőle délnyugati irányban fekvő Kebeleszentmárton már Szlovéniához tartozik. Belterülete Resznek község északi részéből, a 7418-as útból kiágazó 74 131-es úton érhető el a legegyszerűbben, de egy önkormányzati úton északkeleti szomszédja, Nemesnép, illetve a 7421-es út felől is megközelíthető.

## Története
Lendvajakabfa nevét a levéltári adatok szerint 1345-ben említették először az írásos források, akkor még Jacobfia Janusfolua, vagyis Jakabfiajánosfalva néven. A település később a Fényesfelde, míg egyes állítások szerint a Fenyvesfölde néven volt ismert. Neve 1555-ben újra Jakabfy Janosfalwaként szerepelt, majd az 1600-as évek elejéig ez maradt a neve. A település 1627-ben lett Jacobianfa, majd Jakabfa, majd az 1908-as községi névrendezéskor kapta a Lendva előnevet, feltehetően a járási székhelyről, mely ekkor Lendva volt, vagy a közeli Lendva patakról.
Lendvajakabfa története szorosan kapcsolódik a szomszédos Resznek történetéhez, mivel a település 1403-ig Rezneki György és családja birtokában volt. Amikor hűtlenség vádja miatt birtokaikat elkobozták, a falu egy rövid időre Egervári Mihályé lett. I. Ulászló magyar király idejében a falu Pető Lászlóé volt, a török hódoltság alatt pedig kisnemesek kezébe került.
A második világháború utáni időszakban a falu az itt húzódó határsáv miatt hanyatlásnak indult. A településnek ma hivatalosan mindössze 27 lakosa van.

## Közélete

### Polgármesterei
- 1990–1994: Erdősi Árpádné (független)[5]
- 1994–1998: Erdősi Árpádné (független)[6]
- 1998–2002: Erdősi Sándorné (független)[7]
- 2002–2006: Erdősi Sándorné (független)[8]
- 2006–2009: Kaszás György Ferenc (független)[9]
- 2010–2010: Zsupán László (független)[10]
- 2010–2014: Zsupán László (független)[11]
- 2014–2017: Zsupán László (független)[12]
- 2017–2019: Liszjákné Babolcsai Erika (független)[13]
- 2019–2024: Egri Éva (független)[14]
- 2024– : Liszjákné Babolcsai Erika (független)[1]

A településen 2010. március 21-én időközi polgármester-választást tartottak, az előző polgármester lemondása miatt.
2017. november 12-én ismét időközi polgármester-választás zajlott a községben, az előző polgármester néhány hónappal korábban bekövetkezett halála miatt.

## Gazdasága
Lendvajakabfa a Lenti "Szabadság" Vadásztársasághoz tartozik a vadászati jogok terén.

## Népesség
A település népességének változása:
| Lakosok száma | 19   | 18   | 16   | 24   | 39   | 27   | 31   |
|               | 2013 | 2014 | 2015 | 2021 | 2022 | 2023 | 2024 |

A 2011-es népszámlálás idején a nemzetiségi megoszlás a következő volt: magyar 70,4%, német 18,5%. A lakosok 68,2%-a római katolikusnak, 13,6% felekezeten kívülinek vallotta magát (13,6% nem nyilatkozott).
2022-ben a lakosság 82,1%-a vallotta magát magyarnak, 12,8% cigánynak, 7,7% németnek, 2,6% szlovénnek, 12,8% egyéb, nem hazai nemzetiségűnek (17,9% nem nyilatkozott; a kettős identitások miatt a végösszeg nagyobb lehet 100%-nál). Vallásuk szerint 30,8% volt római katolikus, 5,1% református, 2,6% evangélikus, 2,6% egyéb keresztény, 10,3% felekezeten kívüli (48,7% nem válaszolt).